# Accelerated Graphics Port
L'Accelerated Graphics Port (Port Gràfic Avançat o AGP) és un bus d'ordinador desenvolupat per Intel el 1996 a conseqüència de l'aparició del Pentium II per tal d'obtenir millores en la velocitat de comunicació amb les targetes gràfiques que utilitzaven el Peripheral Component Interconnect. El bus AGP, com el PCI, ja que parteix de les especificacions de la versió 2.1 d'aquest bus, és de 32 bits, però compta amb un pipeline de 8 canals addicionals de comunicació amb la RAM que li permet recollir més ràpidament les dades de les imatges, aconseguint una amplada de banda superior al PCI. A més hi pot accedir directament a través del NorthBridge i permet utilitzar part de la memòria RAM com a memòria gràfica (opció que les targetes PCI no podien oferir).
El port AGP s'utilitza exclusivament per a connectar targetes gràfiques d'altes prestacions 3D dissenyades específicament per a aquest i a causa de la seva arquitectura només hi pot haver un sòcol, que fa uns 8 cm i es troba al costat dels PCI. A partir de 2006, les prestacions dels ports PCI es van anar aproximant progressivament a les de l'AGP (mitjançant la tecnologia PCI-Express) i els fabricants de dispositius AGP (ATI i nVidia) cada vegada ofereixen menys dispositius per aquest tipus de port.

## Història
El port AGP va aparèixer per primera vegada als sistemes compatibles amb x86 basats en el Socket 7 Intel P5 Pentium i Slot 1 P6 Pentium II. Intel va presentar el suport AGP amb el xipset i440LX Slot 1 el 26 d'agost de 1997 i van seguir productes de tots els principals fabricants des plaques de sistema.
Els primers xipsets Socket 7 que donaven suport a AGP eren els Apollo VP3 de VIA, 5591/5592 de SiS, i l'Aladdin V d'ALI. Intel mai va llançar un xipset Socket 7 equipat amb AGP. FIC va demostrar la primera placa de sistema Socket 7 AGP el novembre de 1997 com a FIC PA-2012 basat en el xipset Apollo VP3 de VIA, seguit molt ràpidament pel EPoX P55-VP3 també basat en el xipset Apollo VP3 de VIA que va ser el primer a comercialitzar.
Els primers xipsets de vídeo amb suport AGP van incloure el Vérité V2200 de Rendition, Voodoo Banshee de 3dfx, RIVA 128 de Nvidia, PERMEDIA 2 de 3Dlabs, Intel i740, Sèrie ATI Rage, Matrox Millennium II i S3 ViRGE GX/2. Algunes primeres plaques AGP van utilitzar processadors gràfics construïts al voltant de la PCI i van ser superats simplement per AGP. Això va resultar en que les cartes es beneficien poc del nou bus, amb l'única millora que s'utilitzava 66 MHz de bus de rellotge, amb doble ample de banda sobre PCI i l'exclusivitat del bus. Alguns exemples d'aquestes targetes van ser els Voodoo Banshee, Vérité V2200, Millennium II, i S3 ViRGE GX/2. El i740 d'Intel va ser dissenyat explícitament per explotar el nou conjunt de funcions AGP; de fet, va ser dissenyat per a texturar només amb memòria AGP, fent difícil implementar les versions PCI de la placa (la memòria RAM de la placa local havia de emular memòria AGP).
Microsoft va presentar per primera vegada el suport d'AGP al Windows 95 OEM Service Release 2 (OSR2 versió 1111 o 950B) a través del pedaç USB SUPPLEMENT to OSR2. Després d'aplicar el pedaç, el sistema Windows 95 va esdevenir Windows 95 version 4.00.950 B. El primer sistema operatiu basat en Windows NT en rebre el suport d'AGP va ser Windows NT 4.0 amb el Service Pack 3, presentat el 1997. El suport Linux per a transferències de dades ràpides millorades per AGP es va afegir per primer cop al 1999 amb la implementació del mòdul AGPgart del nucli.

## Versions
Es van fabricar diverses versions del bus AGP:
- AGP 1x: Treballava a una freqüència base de 66 Mhz amb un ample de banda de 528 Mbytes/seg.[1]
- AGP 2x: Permetia transferir dades tant en el flanc de pujada com en el de baixada de la senyal de rellotge, el que el permetia donar una freqüència efectiva de 133 Mhz.[1]
- AGP 4x: En aquesta versió la velocitat de transferència era de quatre dades per cada cicle de rellotge, el que donava una freqüència de 266 Mhz.[1]